# جوليانو مير خميس
جوليانو مير خميس (29 مايو 1958 - 4 أبريل 2011)، هو مخرج وممثل فلسطيني يحمل الجنسية الإسرائيلية، وناشط سياسي.

## معلومات عامة
ولد خميس في الناصرة، وهو ابن المناضلة الراحلة آرنا مير، الناشطة اليهودية التي ناضلت من أجل حقوق الفلسطينيين، وابن الراحل صليبا خميس، المناضل والصحفي والكاتب الفلسطيني، أحد قادة الحزب الشيوعي الإسرائيلي في الخمسينيات. يقول عن نفسه: «أنا فلسطيني مئة بالمئة ويهودي مئة بالمئة».

## مشواره المهني
على مر السنين أدى مير أدوارا في مسلسلات وأفلام تلفزيونية وسينمائية محلية وأجنبية. كان فيلمه الأول "فتاة الطبال الصغيرة" وهو فيلم أمريكي من عام 1984 إخراج جورج روي هيل وبطولة ديان كيتون، والذي يتناول الصراع العربي-الإسرائيلي. بعد ذلك مثل في V'Tehilah Za'am "(1985). وفي وقت لاحق مثل في الأفلام "V'Tehilah زأام" (1985). "شريط 51" (1985)، "عرس في الجليل" (1987)، "قصص تل أبيب" (1992)، "زوهار" (1993)، "اتس هادوميم تافس " (1994)، "العرض 1812" (1997)، "يوم الغفران " (1998) وغير ذلك. لعب في عدة أفلام للمخرج عاموس غيتاي، بما في ذلك "القدس - برلين" (1989)، "إستر" (1986)، "يوم كيبور" (2000)، "عملنا"، "تاهارا" (2004). رشح مير لجائزة أفضل ممثل في العالم 2002 . وبالإضافة إلى ذلك، وعبر السنين، مثل أيضا في العديد من الأفلام الأمريكية والفرنسية - الكندية.
مثل مير في السنوات الماضية عدة مسرحيات في مسرح بيت ليسين وفي مسرح هابيما.
عام 2003 قام مير بإنتاج وإخراج، جنبا إلى جنب مع دانيال دانيال، أول فيلم وثائقي له، «أولاد آرنا». ويدور الفيلم حول أمه التي عملت لتأسيس مسرح الأطفال في جنين خلال الثمانينات بعد سبع سنوات من وفاة والدته، وبعد المعركة في جنين في عام 2002 ، عاد مير إلى جنين للقاء ومقابلة الأطفال الذين شاركوا في المسرح. في 2006، في أعقاب موجة من الدعم الدولي الذي تلاه فيلمه، فتح مير مسرح المجتمع للأطفال والكبار في جنين، وسمّاه «مسرح الحرية».

### مسرح الحرية
في عام 2006، تابع مير خميس مسيرة والدته عن طريق تأسيس «مسرح الحرية» جنبا إلى جنب مع زكريا الزبيدي، القائد العسكري السابق لـكتائب شهداء الأقصى في جنين ومع Jonatan Stanczak، الناشط الإسرائيلي السويدي، ودرور فايلر، الفنان الإسرائيلي السويدي، وهو مسرح ومجمع يوفر الفرص للأطفال والشباب في مخيم جنين للاجئين لتطوير مهاراتهم، ومعرفة الذات والثقة واستخدام العملية الإبداعية بوصفها نموذجا للتغيير الاجتماعي.

## وفاته
قتل خميس على أيدي مسلحين مقنعين أمام مسرح الحرية الذي كان قد أسسه في مخيم جنين للاجئين. نقل إلى المستشفى بسرعة كبيرة، ولكن أُعلِنَ عن وفاته فور وصوله.
رئيس الوزراء سلام فياض أدان القتل قائلا «لا يمكننا أن نقف صامتين في مواجهة هذه الجريمة البشعة، لإن ذلك يشكل انتهاكًا خطيرًا يتجاوز كل المبادئ والقيم الإنسانية، ويتعارض مع عادات وأخلاق التعايش».

## تصوير الأفلام
| السنة | الأفلام    | الدور                    | ملاحظات               |
| ----- | ---------- | ------------------------ | --------------------- |
| 2004  | تاهارا     | نجيم                     | رشح لجائزة أفضل ممثل  |
| 2003  | أطفال آرنا | شخصيته الحقيقية شون ويست | فاز بالجائزة FIPRESCI |
| 2002  | كيدما      | موسى                     |                       |
| 2000  | كيبور      | كابتن                    |                       |

## روابط خارجية
- جوليانو مير خميس على موقع IMDb (الإنجليزية)
- جوليانو مير خميس على موقع ألو سيني (الفرنسية)
- جوليانو مير خميس على موقع ألو سيني (الفرنسية)
- جوليانو مير خميس على موقع أول موفي (الإنجليزية)
- جوليانو مير خميس على موقع قاعدة بيانات الأفلام السويدية (السويدية)
- جوليانو مير خميس على موقع قاعدة بيانات الفيلم (الإنجليزية)
- جوليانو مير خميس على موقع كينوبويسك (الروسية)